# Тірідат I (цар Парфії)
Тірідат II — парфянский цар (узурпатор), що правив у 32/31-30 і 26-25 до н. е.

## Життєпис
Обставини та послідовність подій, пов'язаних з Тірідатом, не зовсім ясні, оскільки письмові джерела (Діон Кассій та Юстин) повідомляють лише про одну узурпацію, але дані нумізматики дозволяють припускати дві або навіть три. Додаткову неясність вносить те, що Діон Кассій не завжди викладає події в хронологічному порядку, воліючи групувати їх за сюжетом, а для Юстина плутанина та помилки взагалі характерні. 
Припускають, що Тірідат був одним з воєначальників, що здобули перемогу над Марком Антонієм в 36 до н. е.
У 32 або 31 до н. е. він очолив заколот парфянской знаті та скинув царя Фраата IV. Той утік на північно-східну околицю  Парфії, де заручився підтримкою середньоазійських кочових племен («скіфів»), і почав війну з узурпатором. У ході громадянської війни Тірідат та Фраат зверталися за допомогою до Октавіана, який нещодавно розгромив Антонія та займався наведенням порядку в східних провінціях Риму. Октавіан зайняв вичікувальну позицію, розраховуючи втрутитися, коли противники послаблять один одного. 
Тірідат зазнав поразки і втік до Сирії, прихопивши з собою молодшого сина Фраата IV, якого також звали Фраат. Парфянский цар зажадав видачі обох, і Октавіан, повернувшись в 29 до н. е. в Рим, передав вирішення цієї справи сенату. Було вирішено Тірідата не видавати, а молодшого Фраата повернути в обмін на римські штандарти та полонених, взятих парфянами при розгромі армій Красса, Децидія Сакси та Антонія. Тірідату було дозволено жити в Сирії. Юстин пише, що Октавіан пообіцяв не надавати військову допомогу Тірідату, якому призначив багате утримання, а царевича повернув без всілякого викупу, у вигляді жесту доброї волі. Нельсон Дівбойз датує повернення Фраата 29-26 до н. е., але воно могло статися й пізніше. 
Діон Кассій датує втечу Тірідата в Сирію часом одразу після смерті Антонія, а його повідомлення про переговори з парфянськими послами поміщено під 23 до н. е. (перед розповіддю про місії Агріппи на Сході), але може відноситися і до раннішого часу. Юстин пише, що Тірідат, а слідом за ним парфянські посли, попрямували до Августа в Іспанію, що не могло статися раніше 26 до н. е.. На підставі цих повідомлень та даних нумізматики Дівбойз вважає, що Тірідат навесні 26 до н. е. вторгся в Межиріччя та рушив вниз по Євфрату, причому напад був настільки несподіваним та стрімким, що Фраату перед втечею довелося вбити свій гарем. Можливо, саме тоді Тірідат випустив монети з унікальною написом ΦΙΛΟΡΩΜΑΙΟ («Друг римлян»), з чого можна зробити висновок, що якась допомога йому була надана. Правління його, проте, було недовгим, оскільки в серпні — листопаді 26 до н. е. на монетному дворі Селевкії знову карбували тетрадрахми Фраата IV. 
Наприкінці 26 або початку 25 до н. е. Тірідат знову вторгся в Месопотамію, але до травня знову був вигнаний. Або в проміжку між цими кампаніями, або після них, Тірідат вирушив до Августа в Іспанію просити допомоги, а слідом за ним туди попрямувало посольство Фраата, з вимогою повернути цареві його сина. 
Більше про Тірідата нічого не відомо. На підставі тексту напису, знайденого в Соліні, вважається, що у Тірідата був син — римський громадянин Гай Юлій Тірідат, загиблий на війні на посаді командувача ауксіліарним підрозділом.